# Dąbrówki (powiat sierpecki)
Dąbrówki – wieś w Polsce położona w województwie mazowieckim, w powiecie sierpeckim, w gminie Sierpc. Ma status sołectwa.
Prywatna wieś szlachecka Dąbrówki Sierpskie położona była w drugiej połowie XVI wieku w powiecie sierpeckim województwa płockiego. W latach 1975–1998 miejscowość należała administracyjnie do województwa płockiego.